# Maurizio Pagani
Maurizio Pagani (ur. 27 stycznia 1936 w Mediolanie, zm. 7 lutego 2014 w Novarze) – włoski polityk, inżynier i samorządowiec, parlamentarzysta, w latach 1992–1994 minister poczty i telekomunikacji.

## Życiorys
Absolwent inżynierii hydraulicznej na Politecnico di Milano, pracował jako inżynier, był też działaczem związkowym. Wieloletni polityk Włoskiej Partii Socjaldemokratycznej. W latach 70. został asesorem w administracji miejskiej Novary, w latach 1978–1981 pełnił funkcję burmistrza. W latach 1983–1992 wchodził w skład Senatu IX i X kadencji. Następnie do 1994 wykonywał mandat posła do Izby Deputowanych XI kadencji. Od czerwca 1992 do maja 1994 sprawował urząd ministra poczty i telekomunikacji w rządach, którymi kierowali Giuliano Amato i Carlo Azeglio Ciampi. W 1999 z rekomendacji Forza Italia został prezydentem prowincji Novara (do 2004).
Odznaczony Orderem Zasługi Republiki Włoskiej I klasy (1994).